# Glutz (Familie)

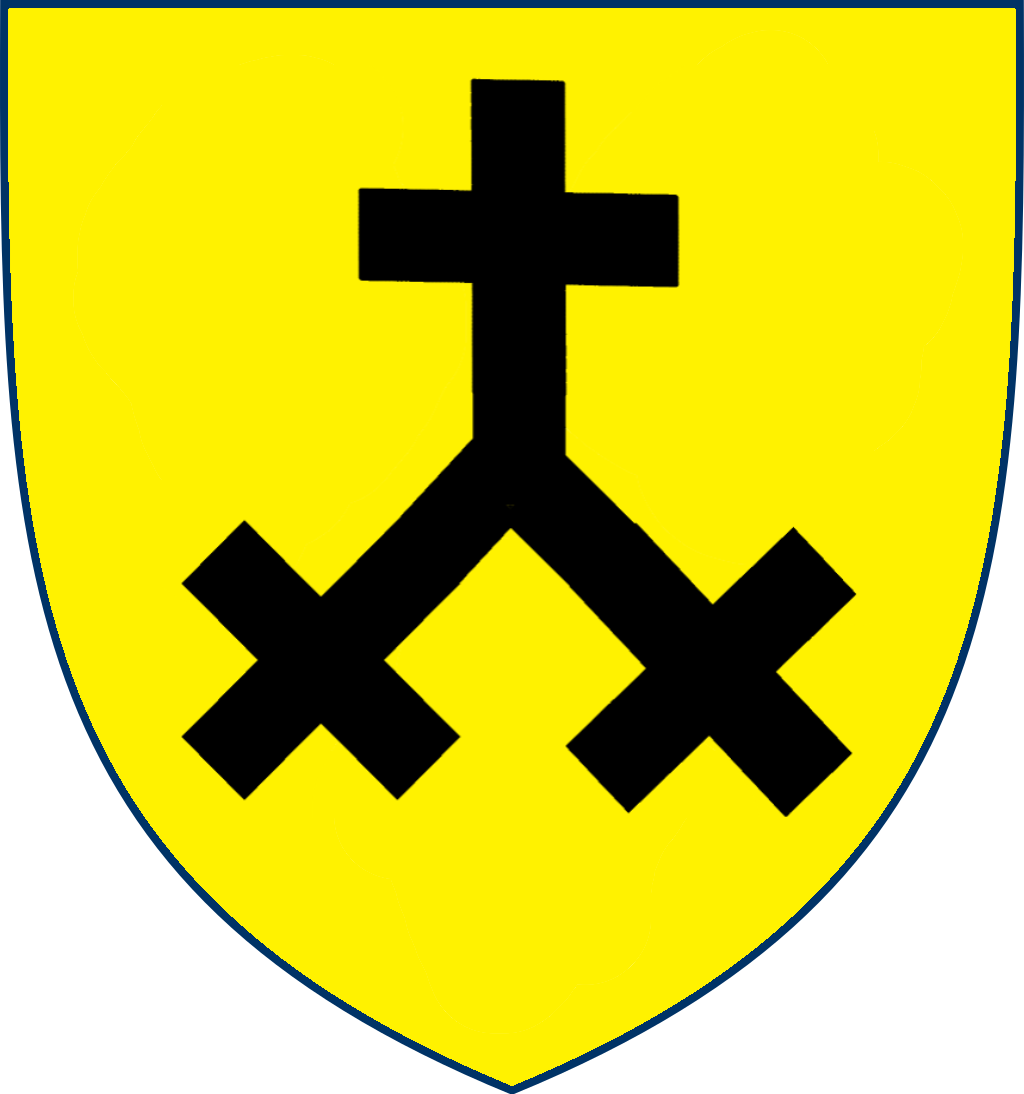
Stammwappen der Glutz

„Rittmeister Glutz protestiert gegen die Brandschatzungen Werdtmüllers in Schönenwerth“, Kalenderbild von Martin Disteli (1838)

Glutz ist der Name einer Familie aus Solothurn, Schweiz, deren Linien Glutz-Ruchti und Glutz von Blotzheim zum Patriziat der Stadt Solothurn gehörten.

## Geschichte
Niklaus Glutz aus Derendingen wurde 1560 ins Bürgerrecht der Stadt Solothurn aufgenommen. Gründer der Linie Glutz-Ruchti ist Stephan († 1611), wobei sich diese Linie erst seit 1653 so nennt, als Philipp (1630–1702) die letzte Ruchti, Maria Katharina, geheiratet hatte. Die von Nikolaus Glutz (* um 1580; † 6. Januar 1645) abstammende Linie nennt sich seit dem Kauf der Herrschaft Blotzheim 1681 von Blotzheim. Der französische König Ludwig XIV. bestätigte den Adelstitel 1686.

## Bekannte Familienmitglieder

### Glutz-Ruchti
- Jean-Pierre de Glutz (* 1946), Banker
- Karl Ambros Glutz-Ruchti (1748–1825), katholischer Geistlicher
- Peter Joseph Glutz-Ruchti (1754–1835), Politiker
- Viktor Franz Anton Glutz-Ruchti (1747–1824), katholischer Geistlicher

Peter Joseph Glutz-Ruchti (1754–1835)
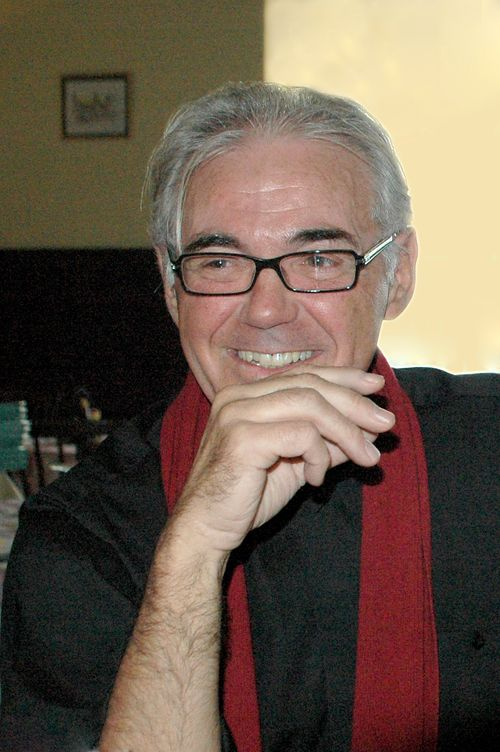
Félix Glutz (* 1950), Schweizer Politiker (SVP).

### Glutz von Blotzheim
- Alois Franz Peter Glutz von Blotzheim (1789–1827), Komponist und fahrender Sänger
- Konrad Josef Glutz von Blotzheim (um 1789–1857), katholischer Geistlicher
- Robert Glutz von Blotzheim (1786–1818), Historiker, Schriftsteller, Bibliothekar und Journalist
- Urs Glutz von Blotzheim (1751–1816), Offizier und Politiker
- Urs N. Glutz von Blotzheim (* 1932), Zoologe

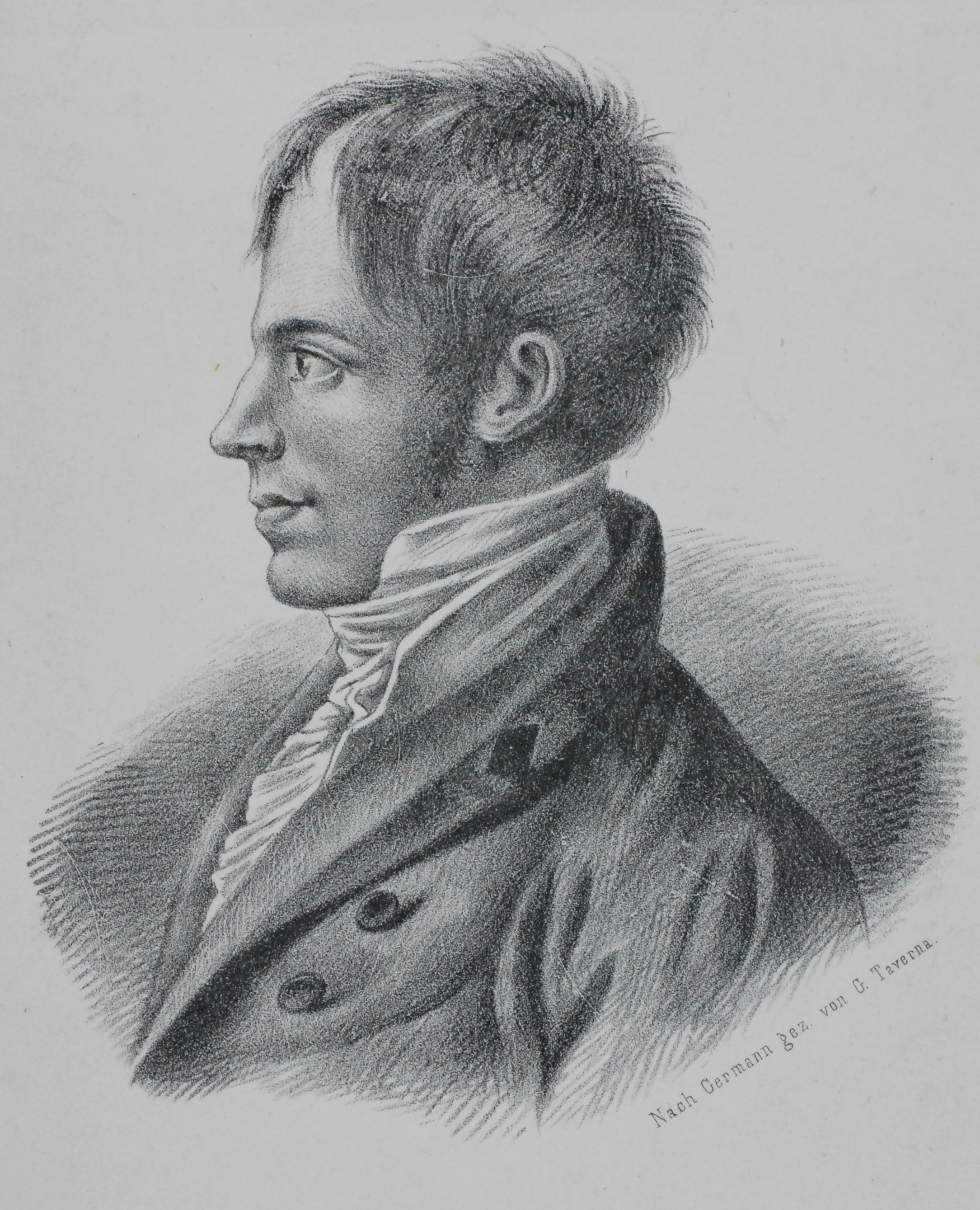
Robert Glutz von Blotzheim (1786–1818)
Gedenkstein für Robert Glutz in der Verenaschlucht bei Solothurn (Aquatinta aus dem 19. Jahrhundert)
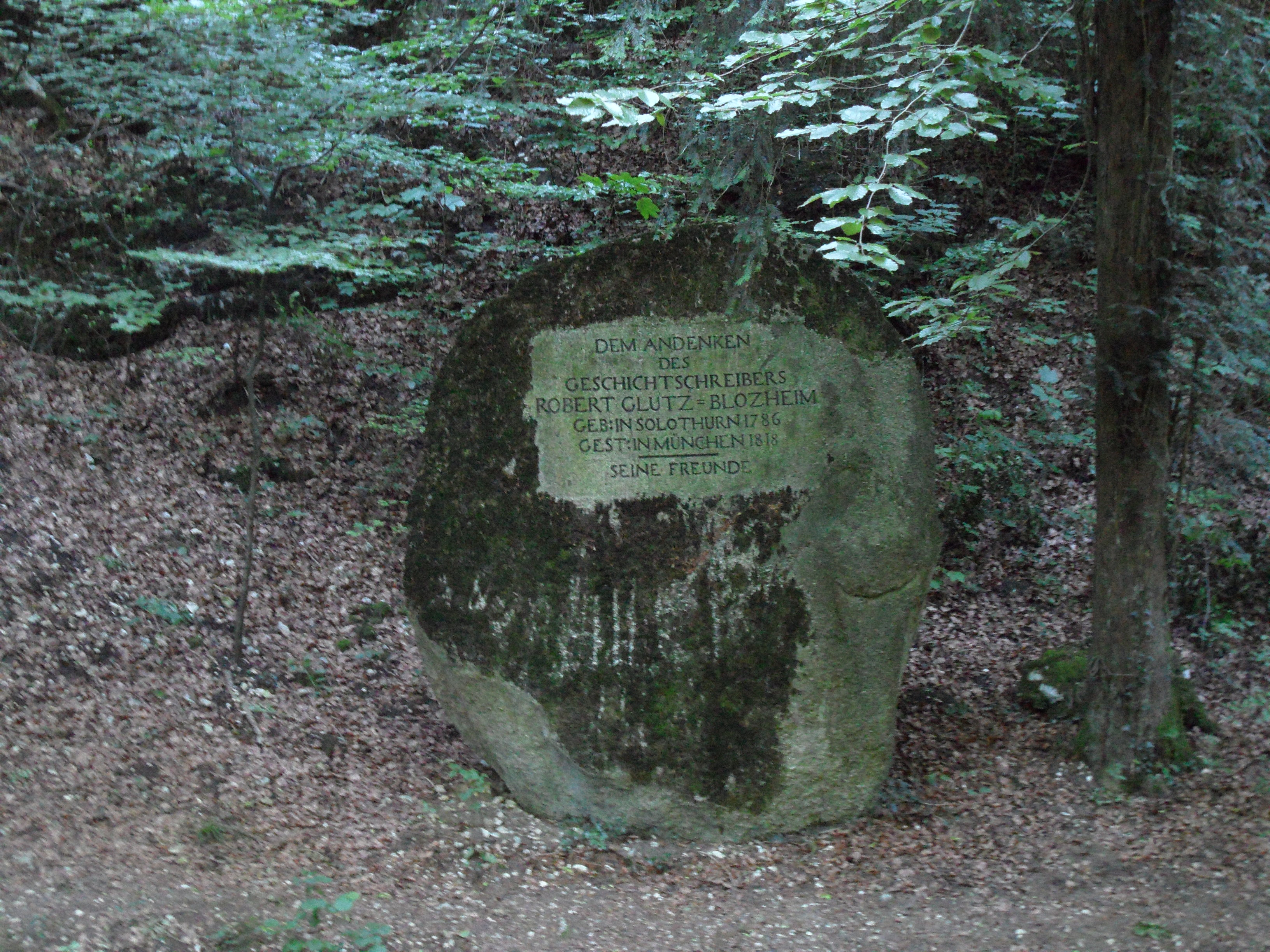
Gedenkstein für Robert Glutz in der Verenaschlucht (Aufnahme 2010)

## Wappen
- Stammwappen der Glutz: In Gold drei göppelförmig zusammengesetzte schwarze Kreuze.
- Wappen der Glutz-Ruchti: Geviert. Felder 1 und 4 das Stammwappen der Glutz, Felder 2 und 3 das Stammwappen der Ruchti (in Rot ein goldener Sparren einen silbernen Stern einschließend).
- Wappen der Glutz von Blotzheim: Geviert. Felder 1 und 4 das Stammwappen der Glutz, Felder 2 und 3 in Rot eine silberne Dreiangel besetzt von silbernem Kreuz.

Das Wappen des Abts des Zisterzienserklosters St. Urban, Karl Ambros Glutz-Ruchti (1748–1825), zeigt in Feld 1 in Schwarz den von Rot und Silber geschachteten Schrägbalken der Zisterzienser, in Feld 2 das Stammwappen der Glutz-Ruchti, in Feld 3 einen linksgewendeten Löwen und in Feld 4 in Blau einen silbernen Pfahl. Auf dem Schild ruht die Inful, daneben steckt der Prälatenstab.

Wappenbestätigung für Urs Glutz (1697)
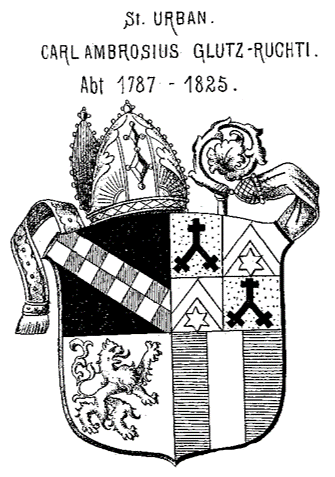
Wappen des Karl Ambros Glutz-Ruchti (Feld 2 das Wappen der Glutz-Ruchti)
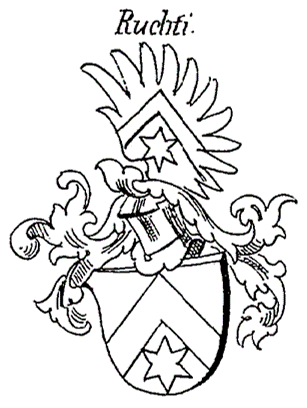
Stammwappen der Ruchti
Stammbaum der Familie Glutz von Blotzheim mit Wappen der Glutz, Ruchti, Glutz-Ruchti und Glutz von Botzheim
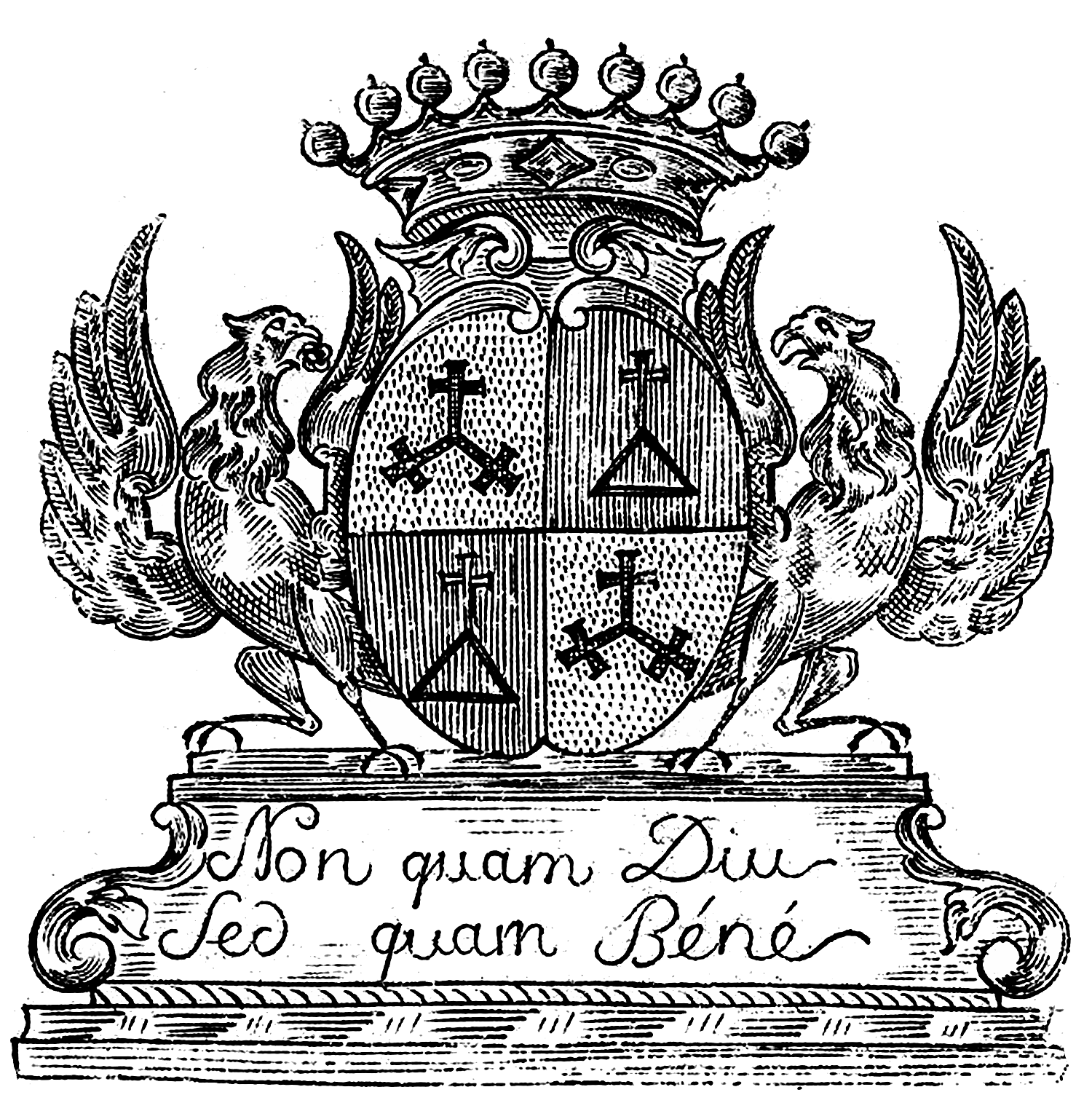
Wappen exlibris des Johann Victor Glutz von Blotzheim
Wappen der französischen Gemeinde Blotzheim